# Radio España Independiente
Radio España Independiente, plus connue sous le surnom de La Pirenaica (en français : La Pyrénéenne), à cause de la légende voulant qu’elle émettait depuis les Pyrénées, était une station de radio créée par le parti communiste espagnol dans le cadre de la création de stations de la part des différents partis communistes d’Europe durant la Seconde Guerre mondiale comme éléments de lutte.

## Histoire
Cette radio est créée sur la requête de Dolores Ibárruri, dite la Pasionaria, et commence d’émettre depuis Moscou le 22 juillet 1941. L'appellation « estación pirenaica » (station pyrénéenne) est utilisée alors pour éliminer la sensation d’éloignement que pouvait signifier pour les auditeurs espagnols le fait qu’elle soit à Moscou.
Avec les informations en castillan de la BBC et de RFI, celles de Radio España Independiente constituent alors la seule source d’information non contrôlée par le régime franquiste depuis l’instauration confiant le monopole des informations à Radio Nacional de España. Le simple fait de l’écouter constituait un acte d’opposition au franquisme.
Après l’attaque allemande contre l’Union soviétique et devant la proximité des troupes germaniques la radio est transférée dans la ville de Ufa dans la République autonome de Baskiria.
Le 5 janvier 1955, pour des raisons pas toutes expliquées, mais qui pourraient être reliées à la présence de l’Union Soviétique aux Nations unies ou avec une répartition des activités entre les pays satellites de l’URSS, la station s’installe définitivement à Bucarest, capitale de la Roumanie.
À partir de 1960 elle est dotée des meilleurs moyens techniques pour améliorer sa couverture et affronter les interférences causées par les autorités espagnoles grâce à leurs stations et d’autres moyens mis à leurs dispositions par les États-Unis, comme ceux existant dans la localité catalane de Pals (Gérone). C’est à cette époque que débute l’utilisation de techniques comme l’enregistrement sur bande magnétique des programmes et leur émission par surprise sur plusieurs fréquences en même temps.
Mais l’Espagne devient une démocratie, et le 14 juillet 1977 la radio diffuse son dernier programme depuis Madrid : la retransmission de la première session des Cortes chargés d’élaborer la Constitution espagnole, sous la Transition démocratique. 

## Personnalités célèbres de la radio
- Federico Melchor[2]
- Victòria Pujolar Amat
- Jordi Solé Tura